# Trifluperidol
Trifluperidol ist eine 1959 von Janssen Pharmaceutica entwickelte chemische Verbindung, die als Antipsychotikum verwendet wurde. Sie zählt zu den Butyrophenonen. Bis zum Ablauf seiner Zulassung unter dem Handelsnamen Triperidol® im Jahr 2005 war es das potenteste Neuroleptikum auf dem europäischen Markt.

## Gewinnung und Darstellung
Die Synthese von Trifluperidol erfolgt in drei Schritten. Im ersten Schritt wird die Grignardverbindung von 3-Trifluormethylbrombenzol mit 1-Benzyl-4-piperidon umgesetzt. Die resultierende Zwischenverbindung wird danach reduktiv debenzyliert. Durch die Umsetzung des 4-Hydroxy-4-(3-trifluormethylphenyl)piperidins mit 4-Chlor-4′-fluorbutyrophenon ergibt sich im letzten Schritt die Zielverbindung.
In pharmazeutischen Formulierungen wird meist das Hydrochlorid verwendet.

## Geschichte
Trifluperidol wurde 1959 erstmals synthetisiert und 1961 unter dem Namen Triperidol® von Janssen Pharmaceutica vermarktet. Klinische Studien aus den Jahren 1960 und 1964, die das Psychopharmakon unter anderem mit Haloperidol verglichen, kamen zu dem Ergebnis, dass Haloperidol sich zur Behandlung der Schizophrenie wesentlich besser eignet. Trifluperidol hatte zu viele und schwerwiegende Nebenwirkungen und war besonders bei anergischen, zurückgezogenen und desinteressierten Patienten besonders ineffektiv.

## Anwendungsgebiete
Trifluperidol wurde bei schweren Formen von akuter und chronischer Schizophrenie angewandt.